# Љубица Сокић
Љубица Цуца Сокић (Битољ, 9. децембар 1914 — Београд, 8. јануар 2009) била је српска сликарка и академик САНУ.

## Биографија
Рођена је као кћерка Манојла Сокића (1887—1941), првог власника и главног уредника београдског листа „Правда“ и његове супруге Руже, рођене Кузмановић. Гимназију је похађала у Београду, где јој је професор цртања била Зора Петровић, а касније уписује и Краљевску уметничку школу. Сликању су је учили професори Бета Вукановић, Љуба Ивановић, Јован Бијелић и Иван Радовић. Љубица Сокић је радила и излагала у Паризу у годинама од 1936. до 1939. По повратку из Париза, први пут је самостално излагала своје радове фебруара 1939. у београдском павиљону Цвијета Зузорић. Један је од оснивача уметничке групе „Десеторо“. Била је професор на Академији ликовних уметности у Београду од 1948. до 1972. Године 1968. постала је дописни члан САНУ, а од 1978. била је редовни члан. Поред сликарства, бавила се илустрацијом дечјих књига и часописа, као и израдом скица за филмове.
Њено сликарство се описује као интимистичко. У почетку је сликала мртве природе, пејзаже, фигуре и портрете. Касније је тежила ка упрошћавању форми, геометризацији и умереној апстракцији. Повремено је користила технике колажа и експерименталних материјала.
Бавила се цртањем стрипа.
Њена сестра од стрица је српска глумица и књижевница Ружица Сокић, а њен нећак је Абдулах Нуман, муфтија Србије
Преминула је 8. јануара 2009. у Београду и сахрањена 13. јануара на Новом гробљу у Београду.
Сачуван је њен дневник из 1940-1941 године.

## Сликарска група „Десеторо“
Сликарска група „Десеторо“ је заједнички излагала 1940. године у Београду и Загребу. Групу су сачињавали: Даница Антић, Боривој Грујић, Никола Граовац, Душан Влајић, Миливој Николајевић, Јурица Рибар, Љубица Сокић, Стојан Трумић, Алекса Челебоновић и Богдан Шупут. Иако по свом саставу хетерогена, група се састојала од 2 жене и 8 мушкараца, било је ту академских сликара, са факултетским образовањем, али и сликара по вокацији, припадали су разним друштвеним слојевима од радништва до буржоазије. Заједничко овој групи је било то што су сви били сликари и ђаци Јована Бијелића. Неки од ових уметника су страдали у Другом светском рату, а они који су преживели били су значајни ликовни ствараоци у послератном периоду.

## Награде
- Гран при Првог бијенала југословенске минијатурне уметности (1989) - за темпере на платну „Без назива“, Горњи Милановац.
- Награда "Божа Илић" (2006) - награду додељује општина Прокупље и Народни музеј Топлице

## Галерија
- Љубица Сокић 1986. године, архив РТС
- Портрет Љубице Сокић (рад Стевана Боднарова).
- Сто са више боца, уље на платну, 1968. Овај рад је поклоњен горњомилановачком Музеју рудничко-таковског краја. Ово дело припада апстрактној „нереалној” фази Љубице Цуце Сокић, када се већ посветила упрошћавању форми и геометризацији елемената и мотива, утврђујући свој особен израз.
- Мртва природа са 4 нара (1990), Народни музеј Краљево